# Le Jour où la Terre s'arrêta (film, 1951)
Cet article concerne le film de 1951 réalisé par Robert Wise. Pour son remake de 2008 réalisé par Scott Derrickson, voir Le Jour où la Terre s'arrêta (film, 2008).
Ne doit pas être confondu avec Day the World Ended de Roger Corman, sorti en 1955.
Pour plus de détails, voir Fiche technique et Distribution.
Le Jour où la Terre s'arrêta (The Day the Earth Stood Still) est un film américain réalisé par Robert Wise et sorti en 1951. Le scénario, signé Edmund H. North, est une adaptation de la nouvelle Farewell to the Master de Harry Bates.
Le film évoque l'arrivée d'une soucoupe volante à Washington, DC. Deux créatures en sortent : l'extraterrestre Klaatu  et un robot surnommé Gort. Un soldat nerveux tire et blesse Klaatu. Gort réplique, mais Klaatu est emmené blessé dans un hôpital, dont il ne tarde pas à s'échapper. Klaatu cherche alors à contacter des personnalités dignes de recevoir son message. D'apparence humaine, il se fait passer pour le major Carpenter et trouve refuge dans une pension de famille où il fait connaissance d'une veuve et de son petit garçon.
Il est souvent considéré comme la première œuvre d'envergure de science-fiction dans le cinéma américain. En 1995, le film a été sélectionné pour être conservé par le National Film Registry des États-Unis comme étant "culturellement, historiquement ou esthétiquement significatif". Un remake sort en 2008.

## Synopsis

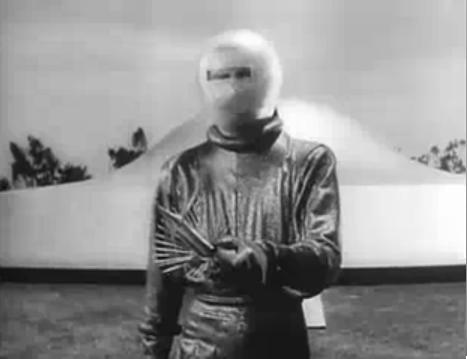
Klaatu.

Un engin extraterrestre de forme discoïde fait sensation en atterrissant en plein centre de Washington, DC. Il est immédiatement entouré d'un cordon militaire et d'une foule de badauds. Le pilote, Klaatu, sort et annonce qu'il vient en paix. Mais un soldat perd son sang-froid, tire et le blesse au bras. Apparaît alors le robot humanoïde Gort, qui émet un rayon désintégrateur annihilant les armes déployées tout autour.
Klaatu, blessé, est emmené dans un hôpital où il est en pratique prisonnier. Sa guérison ultra-rapide stupéfie les médecins. Pendant ce temps, les militaires tentent en vain de démonter ou neutraliser la soucoupe volante de Klaatu et le robot Gort, qui s'avèrent indestructibles, rebelles à tous les outils existants. Klaatu demande à rencontrer les chefs d'État terriens afin d'assurer la paix dans l'univers. Mais constatant l'impossibilité politique d'organiser une réunion de tous les chefs d'État, il s'évade, habillé d'un costume civil qu'il a dérobé au passage et qui porte une étiquette de nettoyage au nom de Carpenter : il décide d'endosser cette identité.
Le soi-disant M. Carpenter se rend en ville, loue une chambre dans une pension de famille où il ne tarde pas à sympathiser avec une autre locataire, Helen, jeune veuve de guerre, et avec son fils Bobby. Il voit aussi que radios et télévisions entretiennent l'hystérie contre le terrifiant « monstre de l'espace » qu'il est censé être. À défaut de pouvoir convaincre les responsables politiques, il décide les jours suivants de s'adresser aux plus grands scientifiques terriens afin de leur exprimer l'inquiétude qu'éprouvent les civilisations avancées des planètes habitées lointaines devant l'évolution de la Terre, en proie à des pulsions agressives et destructrices. Il prend ainsi contact avec le professeur Barnhardt, qui réside justement à Washington, lui dévoile sa vraie identité, l'avertit que l'accumulation des armes atomiques sur Terre pourrait inciter les extraterrestres à prendre les devants pour éliminer une source potentielle de danger. Barnhardt est d'accord pour relayer le message auprès de ses collègues, mais suggère à Klaatu/Carpenter de donner une preuve tangible de ses capacités techniques pour se faire écouter.
Entre-temps, Helen, son fiancé Tom et le petit Bobby, d'abord incrédules, voient s'additionner les indices qui montrent que leur ami « Carpenter » est en fait l'extraterrestre contre lequel la chasse à l'homme fait rage. Klaatu rend visite à Helen à son travail, la prend à part dans un ascenseur qui stoppe brusquement : il lui déclare qu'il a fait en sorte que tous les appareils électriques de la planète cessent de fonctionner durant une demi-heure (sauf là où il y aurait danger vital, comme dans les hôpitaux ou les avions). Le monde entier s'est arrêté !
Tom dénonce Klaatu aux autorités. Helen, outrée de cette trahison et des mobiles égoïstes de Tom, rompt avec lui. Avec Klaatu, elle prend une voiture pour retrouver le professeur Barnhardt. Durant le trajet à travers Washington en état de siège, Klaatu dit à Helen que s'il lui arrive malheur, elle devra aller voir le robot Gort pour lui dire la formule « Klaatu barada nikto ».
Une patrouille abat Klaatu. Helen fonce voir Gort, toujours immobile devant la soucoupe volante, prononce le mot de passe. Le robot la met à l'abri à l'intérieur du vaisseau puis va récupérer le corps de Klaatu, auquel il rend la vie — mais provisoirement seulement, explique‑t‑il à Helen.
Klaatu adresse aux scientifiques rassemblés devant sa soucoupe volante le message qu'il était venu délivrer, puis décolle.

### Le message de Klaatu
« 
Je pars bientôt, vous m'excuserez si mes paroles sont brutales.
L'univers est plus petit chaque jour, et la menace d'une agression, d'où qu'elle vienne, n'est plus acceptable. La sécurité doit être pour tous ou nul ne sera en sécurité. Cela ne signifie pas renoncer à la liberté mais renoncer à agir avec irresponsabilité. Vos ancêtres l'avaient compris quand ils ont créé les lois et engagé des policiers pour les faire respecter. Sur les autres planètes, nous avons accepté ce principe depuis longtemps.
Nous avons une organisation pour la protection mutuelle des planètes et la disparition totale des agressions. Une autorité aussi haute repose bien sûr sur la police qui la représente. En guise de policiers, nous avons créé une race de robots. Leur fonction est de patrouiller dans des vaisseaux tels que celui-ci, et de préserver la paix. Pour les questions d'agression, nous leur avons donné les pleins pouvoirs. Ces pouvoirs ne peuvent être révoqués. Au premier signe de violence, ils agissent contre l'agresseur. Les conséquences de leur mise en action sont trop terribles pour s'y risquer.
Résultat : nous vivons en paix, sans arme ni armée, ne craignant ni agression ni guerre, et libres d'avoir des activités plus profitables. Nous ne prétendons pas avoir atteint la perfection, mais nous avons un système qui fonctionne.
Je suis venu vous donner ces informations. La façon dont vous dirigez votre planète ne nous regarde pas. Mais si vous menacez d'étendre votre violence, votre Terre sera réduite à un tas de cendres. Votre choix est simple : joignez-vous à nous et vivez en paix ou continuez sur votre voie et exposez-vous à la destruction.
Nous attendrons votre réponse. La décision vous appartient.
 »

## Fiche technique
- Titre français : Le jour où la Terre s'arrêta
- Titre original : The Day the Earth Stood Still
- Réalisation : Robert Wise
- Scénario : Edmund H. North, d'après la nouvelle Farewell to the Master de Harry Bates
- Musique : Bernard Herrmann
- Photographie : Leo Tover
- Production : Julian Blaustein (en)
- Costumes : Perkins Bailey, Travilla et Charles Le Maire
- Société de distribution : Twentieth Century Fox
- Pays de production :  États-Unis
- Budget : 995 000 $
- Langue originale : anglais
- Format : noir et blanc - 1,37:1 - mono - 35 mm
- Genre : science-fiction
- Durée : 92 minutes
- Dates de sortie : 
  - États-Unis : 28 septembre 1951
  - France : 18 septembre 1952
- Affiche : Boris Grinsson (France)

## Distribution

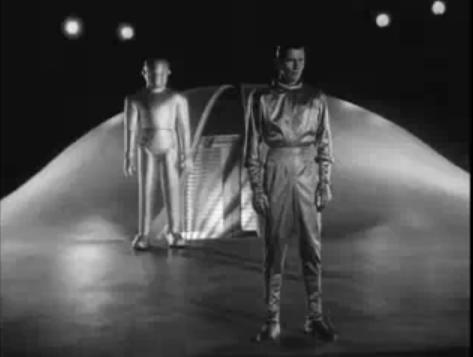
Klaatu (Michael Rennie) et le robot humanoïde Gort.

- Michael Rennie (VF : Marc Valbel) : Klaatu / Carpenter
- Patricia Neal (VF : Françoise Gaudrey) : Helen Benson
- Hugh Marlowe (VF : Roger Tréville) : Tom Stevens
- Sam Jaffe : le professeur Jacob Barnhardt
- Billy Gray : Bobby Benson
- Frances Bavier : Mme Barley
- Lock Martin : Gort
- Elmer Davis (VF : Richard Francœur) : lui-même
- H. V. Kaltenborn (VF : Jacques Berlioz) : lui-même
- Drew Pearson : lui-même
- Gabriel Heatter : lui-même
- Charles Evans, Fay Roope : majors généraux
- Snub Pollard
- Carleton Young
- Edith Evanson : Mme Crockett
- Harry Harvey : le chauffeur de taxi

## Production

### Historique
L'idée du film est venue du producteur, Julian Blaustein (en) qui voulait faire un film sur une "histoire de soucoupe volante". Daryl Zanuck, directeur de la Fox approuve, et le département "scénario" de la Fox commence à rechercher une histoire. Il recommande chaudement à Blaustein la nouvelle Farewell to the Master de Harry Bates (en). Blaustein n'aime pas spécialement l'histoire, mais apprécie la manière dont elle est amenée (une soucoupe arrive sur Washington), et un des messages de la nouvelle : « les humains règlent les choses qu'ils ne comprennent pas avec les armes, sans effort pour les comprendre » .
Il confie la nouvelle à Edmund North, un ami qui avait été scénariste à Hollywood avant la guerre, pour créer un scénario. Zanuck est enthousiasmé, et appelle Robert Wise pour lui demander s'il est intéressé par le scénario. Il en lit une première mouture, et tombe sous le charme : il trouve que c'est une excellente manière d'aborder la science-fiction au cinéma, et - au sortir de la Seconde Guerre mondiale - d'apporter un message au monde sur les dangers de la violence aveugle et de la guerre, surtout avec les armes nucléaires qui interrogent le monde à cette époque. De plus, en tant que réalisateur "de commande", il était lassé de réaliser des westerns et voulait aborder d'autres domaines. 
Robert Wise imagine d'aborder la réalisation sous un angle très "documentaire", s'inspirant des montages de Sergei Eisenstein, pour donner à l'histoire un aspect le plus réel et plausible possible, amenant ainsi un sentiment d'alerte et d'urgence. L'étranger est mis en scène dans les décors connus de Washington DC, et dans la vie quotidienne des américains. Des journalistes célèbres sont mis en scène pour annoncer les nouvelles dans le film.

### Casting
Selon la politique de la Fox à l'époque, une star aurait dû prendre le rôle principal de Klaatu. Zanuck propose les noms de Spencer Tracy et Claude Rains. Wise est en total désaccord, car il veut donner l'aspect le plus réel et crédible possible à l'histoire, et si une soucoupe volante s'ouvre et Spencer Tracy en sort, cela ruinerait complètement cet aspect du film. C'est Zanuck lui-même qui remarque un acteur de théâtre à Londres, et lui fait immédiatement signer un contrat avec la Fox, et le propose à Wise : Michael Rennie. Wise reconnait immédiatement son personnage dans la prestance, la gravité et l'aspect émacié et étrange de l'acteur.
Un autre personnage important est celui du professeur Jacob Barnhardt, inspiré de Albert Einstein et incarné par Sam Jaffe. Ce dernier est étiqueté communiste, présent sur la liste noire de Hollywood et le directeur de casting veut le renvoyer, mais Wise le veut absolument pour le rôle. Zanuck tranche et permet à Wise de le garder. Ce sera son dernier rôle avant longtemps, le maccarthysme s'empirant encore dans les années qui suivent.
On recherche également quelqu'un pour animer l'imposant costume du robot Gort. On remarque le portier du célèbre cinéma Grauman's Chinese Theatre à Los Angeles, un basketteur de 2 mètres 30 : Lock Martin. L'homme est grand, mais pas très massif, il faut renforcer le costume de Gort avec plusieurs couches pour lui donner un aspect imposant. Engoncé dans son lourd costume, il manque de force également pour porter Patricia Neal, et elle doit être soutenue par des câbles dans la scène où elle est portée par Gort. Une version statique du robot en fibre de verre, de 2m 70 de hauteur est aussi réalisée pour les scènes où il est immobile.

### Post-production et effets spéciaux
Le tournage dans les rues de Washington DC est très inhabituel et innovant pour l'époque, où les tournages extérieurs se faisaient de préférence en studio dans des décors. Cependant, les scènes où Bobby fait visiter Washington à Klaatu sont tournées en studio, avec des fonds projetés, filmés par une deuxième équipe.

### Musique
Lieux de tournage
- Washington (district de Columbia) : vues du Capitole, scène dans le Lincoln Memorial, sur le National Mall, etc.[réf. nécessaire]
- Cimetière national d'Arlington

## Commentaires

### Thématiques
Sortant en pleine guerre froide (la guerre de Corée venait d'éclater), Le jour où la Terre s'arrêta a laissé une impression marquante par sa façon d'associer entre elles les deux hantises majeures de son époque, la course aux armements nucléaires et les OVNI.
Le film a parfois été perçu comme une allégorie chrétienne :
- comme Jésus, Klaatu est envoyé sur Terre avec un message de paix ;
- il se fait appeler Carpenter (« charpentier »), ce qui fait référence à la profession de Jésus dans sa vie terrestre ;
- il est incompris, se fait assassiner, ressuscite et retourne dans les cieux.

Mais Aeon J. Skoble conteste cette interprétation, dans la mesure où d'une part il ne prêche pas que nous devons nous aimer les uns les autres : les humains peuvent s'entretuer, tant qu'ils ne menacent pas la sécurité des autres planètes et, d'autre part le Jésus de l'évangile ne menace pas d'éradiquer toute vie sur Terre si ses commandements ne sont pas suivis.

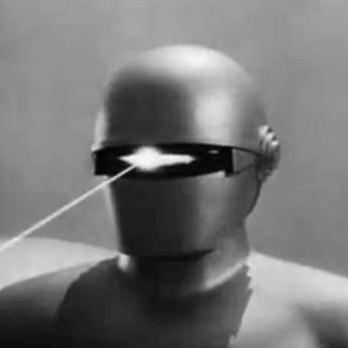
Gort.

Le système établi par l'organisation de planètes de Klaatu est en effet le suivant : chaque planète doit être en sécurité absolue et ne doit pouvoir en aucun cas être menacée par une autre planète. Pour atteindre cet objectif, l'organisation a mis au point des robots aux pouvoirs absolus et illimités, à l'image de Gort, qui patrouillent de planète en planète pour faire régner la sécurité. Leur pouvoir ne peut être révoqué et est supérieur à tout pouvoir de toute planète. Au premier signe de violence, ils agissent automatiquement contre l'agresseur, jusqu'à éventuellement détruire entièrement la planète belliqueuse. Mais les robots n'interviennent pas dans les affaires internes de chaque planète, aussi violentes soient-elles, et Klaatu ne porte aucun jugement moral sur les Terriens, si ce n'est dans la mesure où ils peuvent menacer la sécurité d'autres planètes.
L'éthique d'un tel système peut faire l'objet de débats. Aeon J. Skoble note que ce système peut faire penser à l'argument du philosophe anglais du XVIIe siècle Thomas Hobbes selon lequel un souverain doit avoir une autorité absolue sur ses sujets. L'argument de Hobbes est que notre condition naturelle nous mène à la compétition plutôt qu'à la coopération. Même si nous percevons qu'il serait plus bénéfique de coopérer que de combattre, notre méfiance naturelle les uns des autres nous mène à l'affrontement. Par conséquent, Hobbes conclut qu'il faut investir un souverain d'une autorité absolue, de sorte que la frayeur de rompre le contrat social soit supérieure à la peur du prochain. Mais le système de l'organisation ne va pas jusque-là : un souverain règne sur tous les aspects de la vie de ses sujets, alors que la juridiction des robots ne s'étend qu'aux agressions interplanétaires, chaque planète étant totalement libre de vivre comme elle l'entend.
En fait, le film interroge sur les limites de la liberté : est-ce une « liberté » que d'assassiner notre prochain ? Les robots vont-ils restreindre la « liberté » de la Terre et des Terriens ? Selon Skoble, le film reprend plutôt l'argument de John Stuart Mill selon lequel « la seule circonstance pour laquelle la puissance et la force peut être exercée de bon droit sur tout membre d'une société civilisée, contre son gré, est de l'empêcher de porter préjudice à autrui ». Les fondations morales de l'ultimatum de Klaatu et de la force destructrice des robots résident dans le fait que nous avons le droit de nous porter préjudice dans les conflits terriens, mais que nous n'avons pas le droit de porter préjudice aux autres planètes, car elles ont le droit à la paix et à la sécurité.
Une interprétation fréquente du film consiste à penser que la puissance de Gort et l'ultimatum de Klaatu est comparable à l'équilibre de la terreur engendré par l'arsenal nucléaire des grandes puissances. Une objection à ce parallèle est que les arsenaux nucléaires sont contrôlés par des êtres humains, faillibles, intéressés et sujets aux passions. Dans le système de Klaatu, la puissance destructrice est confiée aux robots, infaillibles, désintéressés du pouvoir et inaccessibles aux passions, ce qui change les perspectives éthiques de l'ultimatum.

### Klaatu barada nikto
Dans le film, Klaatu (Michael Rennie) indique à Helen (Patricia Neal) qu'il faut dire cette phrase à Gort (le robot) s'il lui arrive quelque chose. Klaatu étant tué peu après, Helen dit cette phrase à Gort.
Cette phrase, devenue culte, n'a pas d'interprétation ou de traduction officielle. Selon Skoble, elle serait le seul moyen, uniquement possible lors d'une mission diplomatique comme celle de Klaatu, de désactiver la mise en œuvre automatique de la répression des robots en cas de violence envers une race d'une autre planète. Mais, hormis le contexte de ce genre de mission, il n'y a pas de barada nikto possible envers les robots : leur pouvoir est irrévocable, inexorable et automatique, ce qui est le fondement même de l'efficacité du système.
L'orthographe de cette phrase provient du script d'Edmund H. North, lequel a également développé une langue pseudo-extraterrestre pour le film. La phrase est également présente dans le remake Le jour où la Terre s'arrêta (2008).
De nombreuses références à cette phrase se retrouvent dans les films Tron (1982), Star Wars, épisode VI : Le Retour du Jedi (1983), Shopping (1986), Toys (1992), Evil Dead 3 (1992), Serenity (2005)[réf. souhaitée], Planète 51 (2010), Scary Movie 5 (2013), mais également dans les jeux vidéo Spyro 2 : Gateway to Glimmer (1999), League of Legends (2011), Minecraft (2011), Borderlands 2 (2012), les dessins animés Tortues Ninja : Les Chevaliers d'écaille (1987-1996), ainsi que dans les bandes-dessinées Les abominables monstres de l'espace attaquent (1997) de Don Rosa ou encore des séries-télévisées comme Farscape (1999–2003) et Nerdz (2007–2011). Les paroles « Klaatu barada nikto » reviennent plusieurs fois dans la chanson Élégante Solution du groupe Octobre (1982).
Selon le Robot Hall of Fame, Klaatu barada nikto représente « l'un des ordres les plus connus de la science-fiction ».

## Réception et postérité

### Autour du film
- Ringo Starr utilise les décors du film pour la couverture de son album Goodnight Vienna.

- Dans la bande dessinée Picsou écrite et dessinée par Don Rosa, Les abominables monstres de l'espace attaquent, Donald face à une extraterrestre fait un salut Vulcain et tente de communiquer en utilisant la formule « Klaatu barada nikto ».

- Dans le webcomic Freefall, un robot ressemblant beaucoup à Gort (et se trouvant sur le pas d'une soucoupe volante) s'exclame "Klaatu ! Barada ! Doggy !" en voyant passer le personnage de Florence Ambrose, une louve anthropomorphe; un running gag de l'oeuvre étant que tout robot rencontrant Florence s'écrie "doggy !" ("toutou !") en la voyant.

- Ce film fait partie des nombreuses références de la chanson d'introduction du Rocky Horror Picture Show: Double feature.

- Le remake de ce film culte est sorti en France le 10 décembre 2008, avec Keanu Reeves dans le rôle de Klaatu et Scott Derrickson derrière la caméra. Il a toutefois reçu un accueil mitigé tant de la part de la critique que des spectateurs.

## DVD / Blu-ray
Le film est sorti sur le support DVD en deux éditions chez Fox Pathé Europa :
- Édition simple le 28 mai 2003 au format 1,33:1 plein écran en français, anglais, allemand, espagnol et italien en 2.0 mono avec sous-titres français, anglais, allemands, espagnols, néerlandais et italiens. En suppléments : Comparaison avant/après restauration (5 min) ; Journaux télévisés de la première et commentaire audio de Robert Wise et Nicholas Meyer[6].
- Édition collector Digipack 2 DVD le 4 janvier 2006 au format 1,33:1 plein écran en français et anglais 2.0 mono avec sous-titres français et anglais sur le premier disque. Sur le second disque 2 documentaires (14 min et 70 min) ; Comparaison avant/après restauration (5 min) ; La sortie du film en 1951 (6 min) et une galerie de photos (environ 450)[7].

Le film est sorti sur le support Blu-ray en deux éditions toujours chez Fox Pathé Europa :
- Édition simple le 11 décembre 2008 au format 1,33:1 plein écran 1080p en français, italien et castillan en 5.1 DTS et anglais 5.1 DTS HD avec sous-titres français, italiens, castillans, danois, finlandais, norvégiens, suédois, néerlandais et anglais pour sourds et malentendants. Le disque est Zone A, B et C. Les suppléments très nombreux sont les suivants :
  - Commentaire audio des réalisateurs Robert Wise et Nicholas Meyer (VOST)
  - Commentaire audio de John Morgan, Steven Smith, William Stromberg et Nick Redman (historiens du cinéma et des musiques de films) (VOST)
  - Piste musicale isolé en DTS 5.1
  - « Le monde du Thérémine » : Intro (18 s) ; « Mystérieux et mélodieux Thérémine » (5 min 40 s - HD - N&B - VOST) ; Interprétation du thème musical par Peter Pringle (2 min 17 s - HD) ; Thérémine interactif : composez votre propre mélodie
  - « Gort Command! » : jeu interactif
  - Making of (23 min 53 s - HD - VOST) : « Décoder ‘Klaatu Barada Nikto’ : la métaphore de la science fiction » (16 min 14 s - HD - VOST) ; « Une brève histoire des soucoupes volantes » (34 min 02 s - HD - VOST) ; « L’étonnant Harry Bates » (11 min 03 s - HD - VOST) ; « Edmund North : l’homme qui a fait s’arrêter la Terre » (14 min 43 s - HD - VOST) ; « Race To Oblivion » : court métrage écrit et produit par Edmund North sur l’armement nucliéaire (26 min 42 s - VOST) ; « Fox Movietone News - 1951 » (6 min 21 s - VOST)
  - Pré bande-annonce du film (1 min 04 s - VOST)
  - Bande-annonce cinéma (2 min 09 s - VOST)
  - Bande-annonce : « Le jour où la Terre s’arrêta » version 2008 (1 min 47 s - HD - VOST)
  - Galeries photos (diaporamas) : Objets publicitaires (33 s) ; Photos en coulisses (2 min 54 s) ; Portraits (57 s) ; Production (2 min 57 s) ; Blueprints (plans) de la construction de la soucoupe volante (1 min 03 s)
  - Script du tournage (86 min 20 s) [8].
- Édition combo DVD / Blu-ray sortie le 16 février 2011 avec les mêmes caractéristiques techniques que l'édition simple DVD et l'édition simple Blu-ray [9].